# Valeria (telenovela ecuatoriana)
Valeria (producción de Ecuavisa, 1990-1991) fue una telenovela ecuatoriana escrita por Proyectamos TV de Colombia, producida por Silvia Avilés y dirigida por Jorge Guerrero de 23 episodios aproximadamente.   
Protagonizada por Claudia González quien interpreta a Valeria y Luis Xavier Posada, con las participación antagónica de Xavier Pimentel y Martha Ontaneda. El tema principal de la telenovela fue interpretado por el Grupo Clip. 

## Elenco
- Claudia González - Valeria
- Luis Xavier Posada - Nicolás
- Xavier Pimentel
- Martha Ontaneda
- Antonio Aguirre
- Annabella de Perotti
- Paola Klein
- Olga Lucía Márquez
- Prisca Bustamante
- Marcos Espín
- Carolina Ossa

## Sinopsis
La teleserie que marcó una época en los ochenta gracias a sus protagonistas y a su tema musical elogiado como la mejor balada hecha en Ecuador, “No cuesta nada soñar”, del grupo Clip. Valeria es la teleserie juvenil de Ecuavisa, cuyo éxito es atribuido al trabajo creativo y la visión de Jorge Guerrero y el Grupo Creativo Proyectamos TV de Colombia, en 1990.
Valeria es la quimera personal de Nicolás, su fantasía esperando a ser realidad en un mundo que se mueve entre su novia, Ingrid (prima de Valeria), y sus amigos. Ella ocupa gradualmente los pensamientos de Nico mientras él espera y busca la oportunidad perfecta, alejada del celo protector de Ingrid, quien recibe como nueva huésped en su hogar a su prima.
La brecha entre sus mundos, siendo Valeria una emprendedora estudiante de periodismo y Nicolás, un romántico joven bohemio, es la potencial amenaza en contra del ideal de Nico: “…si pudiera estar junto a ti… (no cuesta nada soñar)"
La magia del amor adolescente y la energía imbatible de dos jóvenes soñadores serán la arquitectura de este conmovedor romance, recordado por la ternura de sus amantes. 
Valeria, los años del colegio y la universidad, la magia del primer gran amor, el que nunca se olvida.

## Curiosidad
- El tema principal de esta telenovela (No cuesta nada soñar), le dio éxito al artista Grupo Clip.[1]